# Torre de la Sal (Londres)

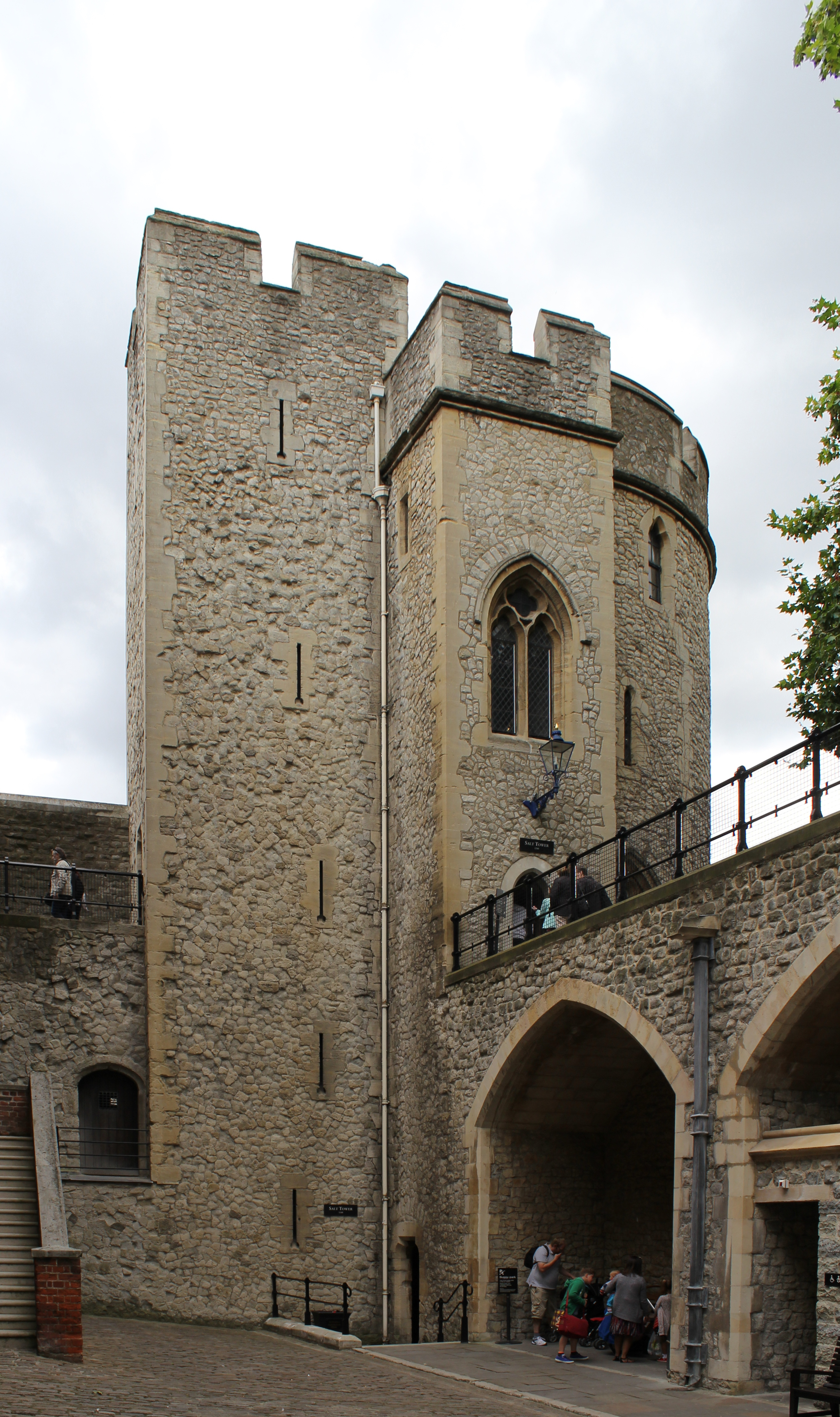
Imagen de la Torre de la Sal.

La Torre de la Sal es una torre en el complejo de la fortaleza de la Torre de Londres. Posiblemente construida en el año 1238, se encuentra en el borde sureste de la fortaleza, en su anillo interior. Es la única torre que queda de la primigenia construcción en este lado, con tres pisos en lugar de los dos habituales del resto. Está hecho de piedra caliza dura del condado de Kent. Las zonas altas fueron reconstruidas en el siglo XIX.

## Descripción
La torre tiene la forma de un cilindro de tres cuartos, con una orientación norte oeste. En el oeste hay una transición más joven al corredor en la pared interior. En el noreste hay una torre rectangular en la que se ubica la escalera. En el sur y este hay restos de una antigua conexión con la muralla exterior de la fortaleza. La entrada a la Torre se encuentra en la planta baja y conduce a través de una cámara pentagonal. Este está conectado a otra cámara pentagonal a través de las escaleras. En la cámara superior hay una chimenea medieval y un pequeño guardarropa separado. La ventana proviene de la restauración de Anthony Salvinde los años 1856-1857. La restauración del siglo XIX se puede ver en particular en la parte superior del muro, que apenas se parece a la mampostería estratificada que existía originalmente aquí.

## Historia
Dicha torre fue el segundo gran proyecto de renovación que Anthony Salvin recibió en la Torre de Londres después de su trabajo en la Torre Beauchamp. Fundó su extensa obra de restauración medieval de toda la torre. Después de que varios edificios en las inmediaciones de la Torre de Sal fueran demolidos en 1846, quedó claro que partes de las piedras de ésta habían sido reemplazadas descuidadamente por ladrillos a lo largo de los siglos. Después de la inspección de la torre, el príncipe consorte Alberto exigió una restauración integral de toda la fortaleza bajo un plan general. Encargó esta obra a Salvin, quien empezó su plan por esta torre.
Su nombre viene por la actividad principal que era la de almacenamiento de sal, acción que ha repercutido en el cuidado de la roca por el desgaste de las sales. A finales del siglo XX, los 20 a 25 milímetros superiores de las paredes ya estaban desgastados en algunas áreas. En 1974 se llevó a cabo un extenso trabajo de desalación que redujo el contenido de sal en la mampostería entre un 57 y un 76%. Sin embargo, después del trabajo ya era evidente que la sal estaba saliendo de los cimientos y la tierra, por lo que probablemente este no sea un resultado permanente.
Era una de las torres de la fortaleza en la que se solían encerrar a los prisioneros. En ella pudo encerrarse a John Baliol, rey de Escocia entre 1296 y 1299. En el siglo XVI albergó, junto con la Torre Martin, a la mayor parte del clero católico que estuvo preso en la Torre de Londres como parte de los conflictos religiosos de la época. En la Torre de Sal, en el año 1561, uno de los clérigos, Hugh Draper, dejó el más destacado de todos los grabados de prisioneros:  un detallado reloj astronómico en la pared.